# Kikvidzenskij rajon
Il Kikvidzenskij rajon (in russo Киквидзенский район?) è un rajon dell'oblast' di Volgograd, in Russia, il cui capoluogo è Preobraženskaja. Istituito nel 1928, ricopre una superficie di 2.070 chilometri quadrati e nel 2021 ospitava una popolazione di circa 14.900 abitanti.